# Jianzhu
Jianzhu (kinesiska: 箭竹苗族乡, 箭竹) är en socken i Kina. Den ligger i provinsen Sichuan, i den sydvästra delen av landet, omkring 330 kilometer sydost om provinshuvudstaden Chengdu. Antalet invånare är 12 956. Befolkningen består av 6 079 kvinnor och 6 877 män. Barn under 15 år utgör 24,0 %, vuxna 15-64 år 66 %, och äldre över 65 år 9,0 %.
Genomsnittlig årsnederbörd är 1 152 millimeter. Den regnigaste månaden är juli, med i genomsnitt 200 mm nederbörd, och den torraste är januari, med 23 mm nederbörd.